# Собор Ковентри
Кафедральный собор святого Михаила (англ. Cathedral Church of St Michael) (в обиходе Собор Ковентри) — собор Церкви Англии, резиденция епископа Ковентри (Западный Мидленд, Англия) и центр одноимённой епархии.
В городе было три собора: от первого, аббатства Святой Марии, остались только руины; второй, наиболее известный собор, посвящённый Святому Михаилу и построенный в XIV веке в готическом стиле, сохраняется в виде разрушенного остова после бомбардировки во время Второй мировой войны, в ноябре 1940 года. Третьим является новый собор, построенный рядом с невосстановленным.

## Приорат св. Марии
Приорат св. Марии в Ковентри был основан при перемещении епископской резиденции Роберта де Лаймси из Личфилда в Ковентри с 1095 по 1102 год. В 1539 году распущен Генрихом VIII. До 1095 года это был небольшой бенедиктинский монастырь, основанный в 1043 году Леофриком и его женой леди Годивой. Строительство началось вскоре после 1095 года и к середине XII века поднялась церковь длиной 142 ярда (130 м) с немалыми сопутствующими постройками. Леофрик, вероятно, был погребён в англосаксонской церкви в Ковентри, а Годива, судя по записям — подле своего отца приора Эфика в Ившемском аббатстве. После роспуска монастыря церковь снесена.

## Собор св. Михаила

### Средневековый
- Рисунок средневековой церкви (Уильям Кротч[англ.], 1802)
- Западный фасад (неизв. худ., ок. 1850)
- Интерьер (ок. 1880)
- Руины
- Сохранившийся шпиль
- Черчилль в руинах собора (1941)
- Уцелевшая башня служит колокольней
- Могила Хейше Йитмен-Бигс[англ.], первого современного епископа Ковентри

Приходская церковь св. Михаила была построена в конце XIV — начале XV века из местного красного песчаника и была одной из крупнейших приходских церквей в Англии. В 1918 году, когда была создана епархия Ковентри, церковь стала её собором. Шпиль высотой 284 фута (87 метров) до основания пятифутового флюгера является самой высокой точкой Ковентри и третьим по высоте соборным шпилем в Англии (после Солсбери и Нориджа).
Это здание разрушено в ходе бомбардировок Ковентри силами люфтваффе 14 ноября 1940 года, уцелели только внешние стены, башня со шпилем и бронзовое надгробие первого епископа. Провост Ричард Ховард после бомбардировки написал на стене за алтарём: «Прости нас, Отче» (англ. Father Forgive). Развалины признаны объектом культурного наследия Англии I класса.
В 1962 году BBC транслировала документальный фильм «Акт веры» (англ. Act of Faith) об истории собора, его гибели и строительстве нового.

### Современный
Современный собор св. Михаила построен рядом с руинами прежнего по проекту Бэзила Спенса и бюро «Arup Group» фирмой «John Laing Group» и также является объектом наследия I класса. Проект Спенса, за который он был впоследствии возведён в рыцарское достоинство, победил на объявленном в 1950 году конкурсе среди более двухсот претендентов. Именно Спенс предложил не восстанавливать старый собор и оставить его в руинах в качестве памятника бок о бок с новой церковью. Определённое единство между обоими зданиями создаёт общий материал — красный песчаник.
Собор заложен 23 марта 1956 года королевой Елизаветой II. 24-метровый ажурный металлический шпиль установлен вертолётом в апреле 1962 года, и 25 мая 1962 года собор был освящён. В честь этого события 30 мая состоялась премьера специально написанного «Военного реквиема (оп. 66)» Бриттена.
Новый собор выстроен в стиле модернизма. В интерьере важным элементом является огромный (некоторое время считавшийся самым большим в мире) гобелен «Христос во славе в тетраморфе» художника Грэма Сазерленда, скульптура «Богоматерь скорбящая» Джона Бриджмена в восточном конце и абстрактный витраж баптистерия (художник Джон Пайпер, мастер-витражист Патрик Рейнтиенс). Витраж занимает всю стену и состоит из 195 панелей широкой гаммы цветов и оттенков. Витражи в нефе собора выполнили Лоренс Ли, Кит Нью (англ. Keith New) и Джоффри Кларк. Эти витражи обращены от молящихся. Согласно замыслу Спенса, витражи справа и слева попарно соответствуют друг другу и представляют стадии существования от рождения до старости, с кульминацией у алтаря. Окна с одной стороны символизируют человеческое, с другой — божественное. Следует отметить и экспрессионистское гравированное Большое западное окно «Святых и ангелов» (гравёр Джон Хаттон). В январе 2020 года грабители разбили одно из стёкол Хаттона «Ангел с Вечным Евангелием». «Таблицы мира» — десять каменных табличек в стенах — и купель вырезал немецкий эмигрант Ральф Байер. Аналой в форме орла и балдахин над епископским троном выполнены скульптором Элизабет Фринк
- Вид на новый собор с башни старого
- Интерьер
- Христос во славе в тетраморфе[англ.] (Грэм Сазерленд, гобелен)
- Победа св. Михаила над дьяволом[англ.] (скульптор Джейкоб Эпстайн)
- Витраж баптистерия
- Большое западное окно
- Купель из камня, взятого в Вифлееме
- Вершина шпиля нового собора
- Мозаика «Христос в Гефсиманском саду» (Стивен Сайкс[англ.]
- Памятник епископу Кутберту Бардсли

## Символы примирения
В руинах старого собора находится несколько символов примирения.

### Обугленный крест
После бомбардировки собора каменщик Джок Форбс обратил внимание на две перекрещенные обугленные балки и скрепил их. В 1964 году на алтаре руин установлена копия оригинального креста, который хранится в закрытом помещении на лестнице, соединяющей собор с залом св. Михаила.

### Крест из гвоздей
Крест изготовлен после бомбардировки провостом Ричардом Ховардом по идее его младшего друга преподобного Артура Филипа Уэльса из трёх гвоздей, скреплявших конструкции кровли собора. Ныне располагается в центре большого креста в новом соборе. Крест из гвоздей стал международным символом примирения, открыто более 330 центров, в каждом из которых есть аналогичный крест, сделанный из гвоздей, найденных в руинах, либо из гвоздей, изготовленных в одной из тюрем Германии.
Один из крестов подарен церкви кайзера Вильгельма, которая также сохраняется в руинах в память о бомбардировках Берлина союзниками, копия креста — капелле Примирения в составе мемориала Берлинской стены. Оригинал креста также несут корабли флота Её Величества «Ковентри». С одного из них, потопленного в ходе Фолклендской войны, крест был возвращён военными водолазами и в 1988 году перешёл к очередному кораблю под названием «Ковентри», который был списан в 2002. После этого крест перешёл к HMS «Diamond» (D34).

### Сталинградская Мадонна
В Ковентри наряду с Волгоградом находится копия «Сталинградской Мадонны» Курта Ройбера, оригинал которой хранится в церкви кайзера Вильгельма как символ примирения трёх прежде враждебных государств.

### Статуя Примирения
В 1995 году к 50-летию окончания Второй мировой войны собор Ковентри под названием «Примирение» получил бронзовую копию скульптуры «Воссоединение» Жозефины де Васконселлос, созданной в 1977 году в дар департаменту наук о мире Университета Брадфорда. Аналогичные копии установлены в Парке Мира (Хиросима), поблизости от зданий парламента Северной Ирландии и у капеллы Примирения в составе мемориала Берлинской стены.

## Орган
В новом соборе в 1962 году даремской фирмой «Harrison & Harrison» построен 76-регистровый (от 32-футовых) орган с четырьмя 61-клавишными мануалами (Хор, Хауптверк, Швеллер и Соло) и 32-клавишной педалью. Трактура электрическая. В 1987 году орган ремонтировался той же фирмой, на рубеже веков инструмент был вычищен, заново настроен и отремонтирован после пожара Дэвидом Уэлсом.